# Heřmanův Městec
Heřmanův Městec (in tedesco Hermannstädtel) è una città della Repubblica Ceca facente parte del distretto di Chrudim, nella regione di Pardubice.
La città è situata a circa 275 metri sopra il livello del mare, e le sue origini sono oggetto di dibattito. L'ipotesi più probabile è che essa sia stata fondata intorno al 1280 in collegamento con il castello di Lichnice, appartenente alla casata dei von Lichtenburg.